# ハクラン
ハクラン（白藍）は、ハクサイ（白菜）とキャベツ（甘藍（かんらん））との種間雑種。自然状態では交雑できない交雑植物の世界初事例であり、バイオテクノロジーによって開発されたバイオ野菜の日本初事例である。複二倍体。
農林水産省野菜試験場の西貞夫が育成した。
西は当初からハクランを作出しようと考えていたわけではなく、ハクサイやキャベツなどアブラナ科の品種改良に偽受精を利用して自家受粉を行おうと考え、人為的に偽受精を誘起させる技術の確立に取り組んでいた。
この技術はなかなか物にならなかった。ある時、肉眼では受精していないとみられた交配植物の中に実は胚ができていたが未熟のまま退化してしまうものがあったことに気がついた西は、この未熟胚が偽受精によるものと考え、退化する前に取り出して試験管内で胚培養してみた。しかし、西の期待は裏切られる。胚培養して得られた個体は偽受精ではなく、正しくハクサイとキャベツの種間雑種だったのである。西は研究方針を変更し、種間雑種づくりに取り組む。ハクランの品種改良は岐阜県農業試験場（現・岐阜県農業技術センター）に受け継がれ、1966年ごろから岐阜県内の農家でも栽培されるようになった。